# Крижня Лукерія Трохимівна
Луке́рія Трохи́мівна Кри́жня (1915 , Матусів, Черкаський повіт, Київська губернія, Російська імперія  — невідомо ) — селянка, український радянський діяч. Депутат Верховної Ради УРСР 1-го скликання (1938–1947).

## Біографія
Народилася 1915 року в бідній селянській родині в селі Матусів, тепер Шполянський район, Київська область. Навчалася на курсах ліквідації неписьменності, в школі фабрично-заводського учнівства. У 1934 році закінчила семирічну школу.
З 1929 року — колгоспниця, з 1935 року — ланкова колгоспу імені Будьонного села Матусів Шполянського району Київської області. Вирощувала високі врожаї цукрових буряків.
Член ВЛКСМ з 1935 року. Делегат VIII Надзвичайного Всесоюзного з'їзду Рад. Обиралася делегатом Х з'їзду комсомолу України.
На 1938 рік — студентка робітничого факультету при Уманському сільськогосподарському інституті Київської області.
26 червня 1938 року обрана депутатом Верховної Ради УРСР 1-го скликання по Шполянській виборчій окрузі № 97 Київської області.
Член ВКП(б) з 1939 року.
Під час німецько-радянської війни — в евакуації в Узбецькій РСР.
Станом на червень 1945 року — агроном Київського обласного земельного відділу.